# Rhynchosia alluaudii
Rhynchosia alluaudii är en ärtväxtart som beskrevs av Sacleux. Rhynchosia alluaudii ingår i släktet Rhynchosia och familjen ärtväxter. Inga underarter finns listade i Catalogue of Life.